# Aloe chlorantha
Aloe chlorantha är en grästrädsväxtart som beskrevs av John Jacob Lavranos. Aloe chlorantha ingår i släktet Aloe och familjen grästrädsväxter. Inga underarter finns listade i Catalogue of Life.